# Collegio elettorale di Rovereto (Senato della Repubblica)
Il collegio di Rovereto fu un collegio elettorale uninominale della Repubblica Italiana appartenente alla Circoscrizione Trentino-Alto Adige; fu utilizzato per eleggere un senatore della Repubblica dalla I alla XVII legislatura. Il collegio è stato sostituito, in occasione delle elezioni politiche del 2018, dal collegio uninominale Trentino-Alto Adige - 05.

## Storia
Il collegio venne creato nel 1948 secondo la legge n. 29 del 6 febbraio 1948 la quale, pur basandosi sull'impianto proporzionale in vigore per la Camera, rispetto a quest'ultima conteneva alcuni piccoli correttivi in senso maggioritario. Tale legge ebbe il suo definitivo perfezionamento col Testo Unico n°361 del 1957. Differentemente dalla Camera, la legge elettorale del Senato si articolava su base regionale, seguendo il dettato costituzionale (art.57). Ogni Regione era suddivisa in tanti collegi uninominali quanti erano i seggi ad essa assegnati. All'interno di ciascun collegio, veniva eletto il candidato che avesse raggiunto il quorum del 65% delle preferenze: tale soglia, oggettivamente di difficilissimo conseguimento, tradiva l'impianto proporzionale su cui era concepito anche il sistema elettorale della Camera Alta. Qualora, come normalmente avveniva, nessun candidato avesse conseguito l'elezione, i voti di tutti i candidati venivano raggruppati in liste di partito a livello regionale, dove i seggi venivano allocati utilizzando il metodo D'Hondt delle maggiori medie statistiche e quindi, all'interno di ciascuna lista, venivano dichiarati eletti i candidati con le migliori percentuali di preferenza.
Nel 1993, con la cosiddetta Legge Mattarella (Legge n. 276, Norme per l'elezione del Senato della Repubblica), attuata in seguito al referendum abrogativo del 1993, venne istituito per la Camera dei deputati e per il Senato della Repubblica un sistema di elezione misto, in parte maggioritario e in parte proporzionale. Il 75% dei parlamentari dell'assemblea veniva eletto in collegi uninominali tramite sistema maggioritario a turno unico; il restante 25% al Senato veniva eletto tramite recupero proporzionale dei più votati non eletti attraverso un meccanismo di calcolo denominato "scorporo", cioè sottraendo dal conteggio dei voti totali di una lista nella parte proporzionale i voti ottenuti dai candidati collegati alla medesima lista che erano eletti nei collegi uninominali con il sistema maggioritario.
Diversamente dal resto d'Italia, in Trentino-Alto Adige i collegi non vennero aboliti con la promulgazione della legge elettorale successiva, la cosiddetta Legge Calderoli, che per il resto d'Italia prevedeva un sistema proporzionale con premio di maggioranza, che al Senato veniva attribuito a livello regionale. Il Trentino-Alto Adige continuò pertanto fino all'attuale Legge Rosato ad eleggere i deputati con collegi uninominali, mantenuti seppur con nome diverso all'interno della Legge Rosato.

## 1948-1993

### Territorio
Il collegio di Rovereto era uno dei 6 collegi uninominali in cui era suddiviso il Trentino-Alto Adige; comprendeva i seguenti comuni: Ala, Arco, Avio, Bersone, Besenello, Bezzecca, Bondo, Bondone (dal 1972), Breguzzo, Brentonico, Brione, Calliano, Castel Condino, Cimego, Concei, Condino, Daone, Drena, Dro, Isera, Lardaro (dal 1958), Molina di Ledro, Mori, Nago-Torbole (dal 1958), Nogaredo (dal 1958), Nomi, Pannone (fino al 1968), Pieve di Bono, Pieve di Ledro, Pomarolo, Praso, Prezzo, Riva del Garda, Roncone, Ronzo-Chienis (dal 1972), Rovereto, Storo, Tenno, Terragnolo, Tiarno di Sopra, Tiarno di Sotto, Trambileno, Vallarsa, Villa Lagarina e Volano. In occasione delle elezioni del 1992 ne hanno fatto parte anche i comuni di Bleggio Inferiore, Bleggio Superiore, Bocenago, Bolbeno, Caderzone, Carisolo, Darè, Dorsino, Fiavé, Folgaria, Giustino, Lomaso, Massimeno, Montagne, Pelugo, Pinzolo, Preore, Ragoli, San Lorenzo in Banale, Spiazzo, Stenico, Strembo, Vigo Rendena, Villa Rendena e Zuclo.

### Dati elettorali

#### I legislatura
|                               | Umberto Gelmetti ✔️ Eletto | Democrazia Cristiana          | 35 962 | 67,51 |  |  |  |  |  |
|                               | Emilio Strafelini          | Fronte Democratico Popolare   | 10 010 | 18,79 |  |  |  |  |  |
|                               | Giuseppe Disertori         | Partito Repubblicano Italiano | 4 369  | 8,20  |  |  |  |  |  |
|                               | Domenico Toffenetti        | Indipendente                  | 2 932  | 5,50  |  |  |  |  |  |
| Totale                        | Totale                     | Totale                        | 53 273 | 100   |  |  |  |  |  |
|                               |                            |                               |        |       |  |  |  |  |  |
| Voti non validi               | Voti non validi            | Voti non validi               | 3 213  | 5,69  |  |  |  |  |  |
| Votanti                       | Votanti                    | Votanti                       | 56 486 | 93,36 |  |  |  |  |  |
| Elettori                      | Elettori                   | Elettori                      | 60 501 |       |  |  |  |  |  |
|                               |                            |                               |        |       |  |  |  |  |  |
| Data: 18 aprile 1948          |                            |                               |        |       |  |  |  |  |  |
| Fonte: Ministero dell'interno |                            |                               |        |       |  |  |  |  |  |

#### II legislatura
|                               | Giovanni Spagnolli ✔️ Eletto | Democrazia Cristiana                    | 37 144 | 65,02 |  |  |  |  |  |
|                               | Giuseppe Ferrandi            | Partito Socialista Italiano             | 11 427 | 20,00 |  |  |  |  |  |
|                               | Pasquale Pizzini             | Partito Socialista Democratico Italiano | 4 375  | 7,66  |  |  |  |  |  |
|                               | Emanuele Slomp               | Movimento Sociale Italiano              | 1 943  | 3,40  |  |  |  |  |  |
|                               | Antonio De Stefanini         | Partito Nazionale Monarchico            | 1 308  | 2,29  |  |  |  |  |  |
|                               | Adriano Ferrari              | Partito Liberale Italiano               | 934    | 1,63  |  |  |  |  |  |
| Totale                        | Totale                       | Totale                                  | 57 131 | 100   |  |  |  |  |  |
|                               |                              |                                         |        |       |  |  |  |  |  |
| Voti non validi               | Voti non validi              | Voti non validi                         | 2 767  | 4,62  |  |  |  |  |  |
| Votanti                       | Votanti                      | Votanti                                 | 59 898 | 94,65 |  |  |  |  |  |
| Elettori                      | Elettori                     | Elettori                                | 63 285 |       |  |  |  |  |  |
|                               |                              |                                         |        |       |  |  |  |  |  |
| Data: 7 giugno 1953           |                              |                                         |        |       |  |  |  |  |  |
| Fonte: Ministero dell'interno |                              |                                         |        |       |  |  |  |  |  |

#### III legislatura
|                               | Giovanni Spagnolli ✔️ Eletto | Democrazia Cristiana       | 39 094 | 67,71 |  |  |  |  |  |
|                               | Livia Battisti               | PSI - PSDI                 | 12 267 | 21,25 |  |  |  |  |  |
|                               | Saverio Adami                | Partito Liberale Italiano  | 4 121  | 7,14  |  |  |  |  |  |
|                               | Aldo Rigo Righi              | Movimento Sociale Italiano | 2 258  | 3,91  |  |  |  |  |  |
| Totale                        | Totale                       | Totale                     | 57 740 | 100   |  |  |  |  |  |
|                               |                              |                            |        |       |  |  |  |  |  |
| Voti non validi               | Voti non validi              | Voti non validi            | 5 467  | 8,65  |  |  |  |  |  |
| Votanti                       | Votanti                      | Votanti                    | 63 207 | 95,68 |  |  |  |  |  |
| Elettori                      | Elettori                     | Elettori                   | 66 063 |       |  |  |  |  |  |
|                               |                              |                            |        |       |  |  |  |  |  |
| Data: 25 maggio 1958          |                              |                            |        |       |  |  |  |  |  |
| Fonte: Ministero dell'interno |                              |                            |        |       |  |  |  |  |  |

#### IV legislatura
|                                                                                | Giovanni Spagnolli ✔️ Eletto | Democrazia Cristiana                    | 35 850 | 58,66 |  |  |  |  |  |
|                                                                                | Orlando Lucchi ✔️ Eletto     | Partito Socialista Italiano             | 12 096 | 19,79 |  |  |  |  |  |
|                                                                                | A. Tanas                     | Partito Socialista Democratico Italiano | 4 613  | 7,55  |  |  |  |  |  |
|                                                                                | L. Battisti                  | Sinistra indipendente                   | 4 373  | 7,16  |  |  |  |  |  |
|                                                                                | V. Malossini                 | Partito Liberale Italiano               | 2 660  | 4,35  |  |  |  |  |  |
|                                                                                | G. Barozzi                   | Movimento Sociale Italiano              | 1 520  | 2,49  |  |  |  |  |  |
| Totale                                                                         | Totale                       | Totale                                  | 61 112 | 100   |  |  |  |  |  |
|                                                                                |                              |                                         |        |       |  |  |  |  |  |
| Voti non validi                                                                | Voti non validi              | Voti non validi                         | 3 608  | 5,57  |  |  |  |  |  |
| Votanti                                                                        | Votanti                      | Votanti                                 | 64 720 | 94,42 |  |  |  |  |  |
| Elettori                                                                       | Elettori                     | Elettori                                | 68 546 |       |  |  |  |  |  |
|                                                                                |                              |                                         |        |       |  |  |  |  |  |
| Nota: quorum del 65% non raggiunto; ripartizione dei seggi a livello regionale |                              |                                         |        |       |  |  |  |  |  |
| Data: 28 aprile 1963                                                           |                              |                                         |        |       |  |  |  |  |  |
| Fonte: Ministero dell'interno                                                  |                              |                                         |        |       |  |  |  |  |  |

#### V legislatura
|                                                                                | Giovanni Spagnolli ✔️ Eletto | Democrazia Cristiana          | 37 645 | 59,16 |  |  |  |  |  |
|                                                                                | Orlando Lucchi               | PSI-PSDI Unificati            | 11 767 | 18,49 |  |  |  |  |  |
|                                                                                | D. Confalonieri              | PCI - PSIUP                   | 8 502  | 13,36 |  |  |  |  |  |
|                                                                                | I. Del Favero                | Partito Liberale Italiano     | 2 520  | 3,96  |  |  |  |  |  |
|                                                                                | C. Facchinelli               | Partito Popolare Sudtirolese  | 1 473  | 2,31  |  |  |  |  |  |
|                                                                                | M. Ceola                     | Movimento Sociale Italiano    | 1 322  | 2,08  |  |  |  |  |  |
|                                                                                | G. Pederzini                 | Partito Repubblicano Italiano | 407    | 0,64  |  |  |  |  |  |
| Totale                                                                         | Totale                       | Totale                        | 63 636 | 100   |  |  |  |  |  |
|                                                                                |                              |                               |        |       |  |  |  |  |  |
| Voti non validi                                                                | Voti non validi              | Voti non validi               | 3 297  | 4,93  |  |  |  |  |  |
| Votanti                                                                        | Votanti                      | Votanti                       | 66 933 | 94,90 |  |  |  |  |  |
| Elettori                                                                       | Elettori                     | Elettori                      | 70 531 |       |  |  |  |  |  |
|                                                                                |                              |                               |        |       |  |  |  |  |  |
| Nota: quorum del 65% non raggiunto; ripartizione dei seggi a livello regionale |                              |                               |        |       |  |  |  |  |  |
| Data: 19 maggio 1968                                                           |                              |                               |        |       |  |  |  |  |  |
| Fonte: Ministero dell'interno                                                  |                              |                               |        |       |  |  |  |  |  |

#### VI legislatura
|                                                                                | Giovanni Spagnolli ✔️ Eletto | Democrazia Cristiana                    | 39 142 | 58,86 |  |  |  |  |  |
|                                                                                | L. Ravagni                   | PCI - PSIUP                             | 8 867  | 13,33 |  |  |  |  |  |
|                                                                                | Orlando Lucchi               | Partito Socialista Italiano             | 8 210  | 12,35 |  |  |  |  |  |
|                                                                                | A. Rossi                     | Partito Socialista Democratico Italiano | 3 540  | 5,32  |  |  |  |  |  |
|                                                                                | Giovanni Tribus              | Movimento Sociale Italiano              | 1 990  | 2,99  |  |  |  |  |  |
|                                                                                | A. Gerola                    | Partito Liberale Italiano               | 1 803  | 2,71  |  |  |  |  |  |
|                                                                                | Alighiero Colorio            | PPST - PPTT                             | 1 746  | 2,63  |  |  |  |  |  |
|                                                                                | M. Savorelli                 | Partito Repubblicano Italiano           | 1 203  | 1,81  |  |  |  |  |  |
| Totale                                                                         | Totale                       | Totale                                  | 66 501 | 100   |  |  |  |  |  |
|                                                                                |                              |                                         |        |       |  |  |  |  |  |
| Voti non validi                                                                | Voti non validi              | Voti non validi                         | 2 763  | 3,99  |  |  |  |  |  |
| Votanti                                                                        | Votanti                      | Votanti                                 | 69 264 | 95,25 |  |  |  |  |  |
| Elettori                                                                       | Elettori                     | Elettori                                | 72 719 |       |  |  |  |  |  |
|                                                                                |                              |                                         |        |       |  |  |  |  |  |
| Nota: quorum del 65% non raggiunto; ripartizione dei seggi a livello regionale |                              |                                         |        |       |  |  |  |  |  |
| Data: 7 maggio 1972                                                            |                              |                                         |        |       |  |  |  |  |  |
| Fonte: Ministero dell'interno                                                  |                              |                                         |        |       |  |  |  |  |  |

#### VII legislatura
|                                                                                | Glicerio Vettori ✔️ Eletto | Democrazia Cristiana         | 36 499 | 52,97 |  |  |  |  |  |
|                                                                                | Andrea Mascagni ✔️ Eletto  | Partito Comunista Italiano   | 13 199 | 19,16 |  |  |  |  |  |
|                                                                                | Livio Labor ✔️ Eletto      | Partito Socialista Italiano  | 9 445  | 13,71 |  |  |  |  |  |
|                                                                                | Enrico Pruner              | Partito Popolare Sudtirolese | 3 927  | 5,70  |  |  |  |  |  |
|                                                                                | Aldo Morandi               | PLI - PRI - PSDI             | 3 434  | 4,98  |  |  |  |  |  |
|                                                                                | Giovanni Tribus            | Movimento Sociale Italiano   | 1 998  | 2,90  |  |  |  |  |  |
|                                                                                | Orlando Girardi            | Tirol                        | 398    | 0,58  |  |  |  |  |  |
| Totale                                                                         | Totale                     | Totale                       | 68 900 | 100   |  |  |  |  |  |
|                                                                                |                            |                              |        |       |  |  |  |  |  |
| Voti non validi                                                                | Voti non validi            | Voti non validi              | 2 818  | 3,93  |  |  |  |  |  |
| Votanti                                                                        | Votanti                    | Votanti                      | 71 718 | 95,52 |  |  |  |  |  |
| Elettori                                                                       | Elettori                   | Elettori                     | 75 082 |       |  |  |  |  |  |
|                                                                                |                            |                              |        |       |  |  |  |  |  |
| Nota: quorum del 65% non raggiunto; ripartizione dei seggi a livello regionale |                            |                              |        |       |  |  |  |  |  |
| Data: 20 giugno 1976                                                           |                            |                              |        |       |  |  |  |  |  |
| Fonte: Ministero dell'interno                                                  |                            |                              |        |       |  |  |  |  |  |

#### VIII legislatura
|                                                                                | Glicerio Vettori ✔️ Eletto | Democrazia Cristiana                         | 34 977 | 50,15 |  |  |  |  |  |
|                                                                                | Andrea Mascagni ✔️ Eletto  | Partito Comunista Italiano                   | 12 177 | 17,46 |  |  |  |  |  |
|                                                                                | Livio Labor                | Partito Socialista Italiano                  | 7 190  | 10,31 |  |  |  |  |  |
|                                                                                | L. Hoffer                  | Partito Popolare Sudtirolese                 | 6 109  | 8,76  |  |  |  |  |  |
|                                                                                | Luigi Robol                | Partito Socialista Democratico Italiano      | 2 652  | 3,80  |  |  |  |  |  |
|                                                                                | A. Canestrini              | Partito Radicale                             | 2 216  | 3,18  |  |  |  |  |  |
|                                                                                | D. Rezzaghi                | Movimento Sociale Italiano                   | 1 785  | 2,56  |  |  |  |  |  |
|                                                                                | L. Nardini                 | PRI - PST - Prog. Soc.                       | 1 452  | 2,08  |  |  |  |  |  |
|                                                                                | A. Crespi                  | Partito Liberale Italiano                    | 965    | 1,38  |  |  |  |  |  |
|                                                                                | Giovanni Tribus            | Costituente di Destra - Democrazia Nazionale | 220    | 0,32  |  |  |  |  |  |
| Totale                                                                         | Totale                     | Totale                                       | 69 743 | 100   |  |  |  |  |  |
|                                                                                |                            |                                              |        |       |  |  |  |  |  |
| Voti non validi                                                                | Voti non validi            | Voti non validi                              | 3 366  | 4,60  |  |  |  |  |  |
| Votanti                                                                        | Votanti                    | Votanti                                      | 73 109 | 93,27 |  |  |  |  |  |
| Elettori                                                                       | Elettori                   | Elettori                                     | 78 387 |       |  |  |  |  |  |
|                                                                                |                            |                                              |        |       |  |  |  |  |  |
| Nota: quorum del 65% non raggiunto; ripartizione dei seggi a livello regionale |                            |                                              |        |       |  |  |  |  |  |
| Data: 3 giugno 1979                                                            |                            |                                              |        |       |  |  |  |  |  |
| Fonte: Ministero dell'interno                                                  |                            |                                              |        |       |  |  |  |  |  |

#### IX legislatura
|                                                                                | Glicerio Vettori ✔️ Eletto | Democrazia Cristiana                    | 29 586 | 43,75 |  |  |  |  |  |
|                                                                                | Andrea Mascagni ✔️ Eletto  | Partito Comunista Italiano              | 12 189 | 18,02 |  |  |  |  |  |
|                                                                                | Pier Giorgio Agostini      | Partito Socialista Italiano             | 7 311  | 10,81 |  |  |  |  |  |
|                                                                                | Carlo Tamanini             | Partito Repubblicano Italiano           | 4 341  | 6,42  |  |  |  |  |  |
|                                                                                | Alighiero Colorio          | Partito Popolare Trentino Tirolese      | 3 452  | 5,10  |  |  |  |  |  |
|                                                                                | Danilo Bettini             | Partito Popolare Sudtirolese            | 3 060  | 4,52  |  |  |  |  |  |
|                                                                                | Ugo Giorgi                 | Movimento Sociale Italiano              | 2 506  | 3,71  |  |  |  |  |  |
|                                                                                | Luigi Robol                | Partito Socialista Democratico Italiano | 2 498  | 3,69  |  |  |  |  |  |
|                                                                                | Franca Berger              | Partito Radicale                        | 1 379  | 2,04  |  |  |  |  |  |
|                                                                                | Renata Bongiovanni         | Partito Liberale Italiano               | 1 190  | 1,76  |  |  |  |  |  |
|                                                                                | Silvio Bari                | Lista per Trieste                       | 119    | 0,18  |  |  |  |  |  |
| Totale                                                                         | Totale                     | Totale                                  | 67 631 | 100   |  |  |  |  |  |
|                                                                                |                            |                                         |        |       |  |  |  |  |  |
| Voti non validi                                                                | Voti non validi            | Voti non validi                         | 6 063  | 8,23  |  |  |  |  |  |
| Votanti                                                                        | Votanti                    | Votanti                                 | 73 694 | 90,35 |  |  |  |  |  |
| Elettori                                                                       | Elettori                   | Elettori                                | 81 561 |       |  |  |  |  |  |
|                                                                                |                            |                                         |        |       |  |  |  |  |  |
| Nota: quorum del 65% non raggiunto; ripartizione dei seggi a livello regionale |                            |                                         |        |       |  |  |  |  |  |
| Data: 26 giugno 1983                                                           |                            |                                         |        |       |  |  |  |  |  |
| Fonte: Ministero dell'interno                                                  |                            |                                         |        |       |  |  |  |  |  |

#### X legislatura
|                                                                                | Glicerio Vettori ✔️ Eletto  | Democrazia Cristiana           | 31 260 | 44,00 |  |  |  |  |  |
|                                                                                | Lionello Bertoldi ✔️ Eletto | Partito Comunista Italiano     | 11 920 | 16,78 |  |  |  |  |  |
|                                                                                | M. Raffaelli                | PSI - PSDI - PR - Verdi        | 11 563 | 16,28 |  |  |  |  |  |
|                                                                                | C. Andreotti                | Partito Popolare Sudtirolese   | 4 729  | 6,66  |  |  |  |  |  |
|                                                                                | A. Mitolo                   | Movimento Sociale Italiano     | 3 407  | 4,80  |  |  |  |  |  |
|                                                                                | D. Piconese                 | Partito Repubblicano Italiano  | 3 387  | 4,77  |  |  |  |  |  |
|                                                                                | R. Greggio Tyszkiewicz      | Democrazia Proletaria          | 2 737  | 3,85  |  |  |  |  |  |
|                                                                                | V. Giammona                 | Partito Liberale Italiano      | 1 040  | 1,46  |  |  |  |  |  |
|                                                                                | ?                           | Liga Veneta - Pensionati Uniti | 810    | 1,14  |  |  |  |  |  |
|                                                                                | R. Luretigh                 | Alleanza Popolare Pensionati   | 189    | 0,27  |  |  |  |  |  |
| Totale                                                                         | Totale                      | Totale                         | 71 042 | 100   |  |  |  |  |  |
|                                                                                |                             |                                |        |       |  |  |  |  |  |
| Voti non validi                                                                | Voti non validi             | Voti non validi                | 5 473  | 7,15  |  |  |  |  |  |
| Votanti                                                                        | Votanti                     | Votanti                        | 76 515 | 90,14 |  |  |  |  |  |
| Elettori                                                                       | Elettori                    | Elettori                       | 84 885 |       |  |  |  |  |  |
|                                                                                |                             |                                |        |       |  |  |  |  |  |
| Nota: quorum del 65% non raggiunto; ripartizione dei seggi a livello regionale |                             |                                |        |       |  |  |  |  |  |
| Data: 14 giugno 1987                                                           |                             |                                |        |       |  |  |  |  |  |
| Fonte: Ministero dell'interno                                                  |                             |                                |        |       |  |  |  |  |  |

#### XI legislatura
|                                                                                | Alberto Robol ✔️ Eletto  | Democrazia Cristiana                 | 33 520  | 37,06 |  |  |  |  |  |
|                                                                                | Gianluigi Lombardi Cerri | Lega Lombarda                        | 12 901  | 14,26 |  |  |  |  |  |
|                                                                                | Pierre Carniti           | Partito Socialista Italiano          | 10 704  | 11,83 |  |  |  |  |  |
|                                                                                | Giuliano Pontara         | Senza Confini                        | 10 434  | 11,54 |  |  |  |  |  |
|                                                                                | Alexander Langer         | Federazione dei Verdi                | 5 623   | 6,22  |  |  |  |  |  |
|                                                                                | Carlo Tamanini           | Partito Repubblicano Italiano        | 5 205   | 5,75  |  |  |  |  |  |
|                                                                                | Enzo Paiar               | Partito Popolare Sudtirolese         | 4 984   | 5,51  |  |  |  |  |  |
|                                                                                | Lucio Amerio             | Movimento Sociale Italiano           | 4 134   | 4,57  |  |  |  |  |  |
|                                                                                | Aimone Sordo             | Partito Liberale Italiano            | 2 141   | 2,37  |  |  |  |  |  |
|                                                                                | Domenico Fedel           | Federalismo - Pensionati Uomini Vivi | 800     | 0,88  |  |  |  |  |  |
| Totale                                                                         | Totale                   | Totale                               | 90 446  | 100   |  |  |  |  |  |
|                                                                                |                          |                                      |         |       |  |  |  |  |  |
| Voti non validi                                                                | Voti non validi          | Voti non validi                      | 6 924   | 7,11  |  |  |  |  |  |
| Votanti                                                                        | Votanti                  | Votanti                              | 97 370  | 90,09 |  |  |  |  |  |
| Elettori                                                                       | Elettori                 | Elettori                             | 108 082 |       |  |  |  |  |  |
|                                                                                |                          |                                      |         |       |  |  |  |  |  |
| Nota: quorum del 65% non raggiunto; ripartizione dei seggi a livello regionale |                          |                                      |         |       |  |  |  |  |  |
| Data: 5 aprile 1992                                                            |                          |                                      |         |       |  |  |  |  |  |
| Fonte: Ministero dell'interno                                                  |                          |                                      |         |       |  |  |  |  |  |

## 1993-2017

### Territorio
Il collegio di Rovereto era uno dei 6 collegi uninominali in cui era suddiviso il Trentino-Alto Adige; comprendeva i seguenti comuni: Ala, Arco, Avio, Bersone, Besenello, Bezzecca, Bleggio Inferiore, Bleggio Superiore, Bocenago, Bolbeno, Bondo, Bondone, Breguzzo, Brentonico, Brione, Caderzone, Calliano, Carisolo, Castel Condino, Cimego, Concei, Condino, Daone, Darè, Dorsino, Drena, Dro, Fiavé, Folgaria, Giustino, Isera, Lardaro, Lomaso, Massimeno, Molina di Ledro, Montagne, Mori, Nago-Torbole, Nogaredo, Nomi, Pelugo, Pieve di Bono, Pieve di Ledro, Pinzolo, Pomarolo, Praso, Preore, Prezzo, Ragoli,  Riva del Garda, Roncone, Ronzo-Chienis, Rovereto, San Lorenzo in Banale, Spiazzo, Stenico, Storo, Strembo, Tenno, Terragnolo, Tiarno di Sopra, Tiarno di Sotto, Tione di Trento, Trambileno, Vallarsa, Vigo Rendena, Villa Lagarina,  Villa Rendena, Volano e Zuclo.

### Eletti
| Elezione | Elezione | Senatore           | Partito                                         |
| -------- | -------- | ------------------ | ----------------------------------------------- |
|          | 1994     | Gianfranco Spisani | Polo delle Libertà (FI)                         |
|          | 1996     | Tarcisio Andreolli | L'Ulivo (PPI)                                   |
|          | 2001     | Renzo Michelini    | Südtiroler Volkspartei-L'Ulivo                  |
|          | 2006     | Claudio Molinari   | L'Unione-Südtiroler Volkspartei                 |
|          | 2008     | Claudio Molinari   | Südtiroler Volkspartei-Insieme per le Autonomie |
|          | 2013     | Vittorio Fravezzi  | SVP-PATT-PD-UPT                                 |

### Dati elettorali

#### XII legislatura
|                               | Gianfranco Spisani ✔️ Eletto      | Polo delle Libertà     | 27 751  | 29,87 |  |  |  |  |  |
|                               | Alberto Rella                     | Progressisti           | 23 252  | 25,03 |  |  |  |  |  |
|                               | Alberto Robol                     | Patto per l'Italia     | 20 162  | 21,70 |  |  |  |  |  |
|                               | Eugenio Binelli                   | Südtiroler Volkspartei | 14 132  | 15,21 |  |  |  |  |  |
|                               | Maria Gabriella Pisoni Lutterotti | Alleanza Nazionale     | 7 597   | 8,18  |  |  |  |  |  |
| Totale                        | Totale                            | Totale                 | 92 894  | 100   |  |  |  |  |  |
|                               |                                   |                        |         |       |  |  |  |  |  |
| Voti non validi               | Voti non validi                   | Voti non validi        | 6 583   | 6,62  |  |  |  |  |  |
| Votanti                       | Votanti                           | Votanti                | 99 477  | 89,09 |  |  |  |  |  |
| Elettori                      | Elettori                          | Elettori               | 111 654 |       |  |  |  |  |  |
|                               |                                   |                        |         |       |  |  |  |  |  |
| Data: 27-28 marzo 1994        |                                   |                        |         |       |  |  |  |  |  |
| Fonte: Ministero dell'interno |                                   |                        |         |       |  |  |  |  |  |

#### XIII legislatura
|                               | Tarcisio Andreolli ✔️ Eletto | L'Ulivo                      | 38 072  | 41,36 |  |  |  |  |  |
|                               | Gianfranco Spisani           | Polo per le Libertà          | 25 563  | 27,77 |  |  |  |  |  |
|                               | Bruno Marzari                | Lega Nord                    | 17 325  | 18,82 |  |  |  |  |  |
|                               | Giuseppe Chiocchetti         | L'Abete (SVP - PATT)         | 10 123  | 11,00 |  |  |  |  |  |
|                               | Beniamino Leso               | Partito della Legge Naturale | 977     | 1,06  |  |  |  |  |  |
| Totale                        | Totale                       | Totale                       | 92 060  | 100   |  |  |  |  |  |
|                               |                              |                              |         |       |  |  |  |  |  |
| Voti non validi               | Voti non validi              | Voti non validi              | 7 067   | 7,13  |  |  |  |  |  |
| Votanti                       | Votanti                      | Votanti                      | 99 127  | 86,48 |  |  |  |  |  |
| Elettori                      | Elettori                     | Elettori                     | 114 625 |       |  |  |  |  |  |
|                               |                              |                              |         |       |  |  |  |  |  |
| Data: 21 aprile 1996          |                              |                              |         |       |  |  |  |  |  |
| Fonte: Ministero dell'interno |                              |                              |         |       |  |  |  |  |  |

#### XIV legislatura
|                               | Renzo Michelini ✔️ Eletto | Südtiroler Volkspartei - L'Ulivo     | 42 571  | 44,67 |  |  |  |  |  |
|                               | Giacomo Santini           | Casa delle Libertà                   | 39 160  | 41,09 |  |  |  |  |  |
|                               | Angelo Trainotti          | Lista di Pietro                      | 6 378   | 6,69  |  |  |  |  |  |
|                               | Roberto Santorum          | Partito della Rifondazione Comunista | 4 714   | 4,95  |  |  |  |  |  |
|                               | Edgardo De Angelis        | Pannella-Bonino                      | 2 482   | 2,60  |  |  |  |  |  |
| Totale                        | Totale                    | Totale                               | 95 305  | 100   |  |  |  |  |  |
|                               |                           |                                      |         |       |  |  |  |  |  |
| Voti non validi               | Voti non validi           | Voti non validi                      | 6 641   | 6,51  |  |  |  |  |  |
| Votanti                       | Votanti                   | Votanti                              | 101 946 | 83,95 |  |  |  |  |  |
| Elettori                      | Elettori                  | Elettori                             | 121 438 |       |  |  |  |  |  |
|                               |                           |                                      |         |       |  |  |  |  |  |
| Data: 13 maggio 2001          |                           |                                      |         |       |  |  |  |  |  |
| Fonte: Ministero dell'interno |                           |                                      |         |       |  |  |  |  |  |

#### XV legislatura
|                               | Claudio Molinari ✔️ Eletto | L'Unione - Südtiroler Volkspartei | 50 210  | 50,50 |  |  |  |  |  |
|                               | Ivo Tarolli                | Casa delle Libertà                | 40 687  | 40,93 |  |  |  |  |  |
|                               | Franco Crimi               | Partito Pensionati                | 4 701   | 4,73  |  |  |  |  |  |
|                               | Roberto Magro              | Fiamma Tricolore                  | 3 818   | 3,84  |  |  |  |  |  |
| Totale                        | Totale                     | Totale                            | 99 416  | 100   |  |  |  |  |  |
|                               |                            |                                   |         |       |  |  |  |  |  |
| Voti non validi               | Voti non validi            | Voti non validi                   | 4 880   | 4,68  |  |  |  |  |  |
| Votanti                       | Votanti                    | Votanti                           | 104 296 | 87,60 |  |  |  |  |  |
| Elettori                      | Elettori                   | Elettori                          | 119 054 |       |  |  |  |  |  |
|                               |                            |                                   |         |       |  |  |  |  |  |
| Data: 9-10 aprile 2006        |                            |                                   |         |       |  |  |  |  |  |
| Fonte: Ministero dell'interno |                            |                                   |         |       |  |  |  |  |  |

#### XVI legislatura
|                               | Claudio Molinari ✔️ Eletto    | Südtiroler Volkspartei - Insieme per le Autonomie | 38 747  | 40,20 |  |  |  |  |  |
|                               | Cristiano De Eccher ✔️ Eletto | Il Popolo della Libertà                           | 36 755  | 38,13 |  |  |  |  |  |
|                               | Gianfranco Valduga            | La Sinistra l'Arcobaleno                          | 8 869   | 9,20  |  |  |  |  |  |
|                               | Giuseppe Stefenelli           | Unione di Centro                                  | 8 063   | 8,37  |  |  |  |  |  |
|                               | Mario Bortot                  | La Destra - Fiamma Tricolore                      | 3 951   | 4,10  |  |  |  |  |  |
| Totale                        | Totale                        | Totale                                            | 96 385  | 100   |  |  |  |  |  |
|                               |                               |                                                   |         |       |  |  |  |  |  |
| Voti non validi               | Voti non validi               | Voti non validi                                   | 4 991   | 4,92  |  |  |  |  |  |
| Votanti                       | Votanti                       | Votanti                                           | 101 376 | 84,15 |  |  |  |  |  |
| Elettori                      | Elettori                      | Elettori                                          | 120 472 |       |  |  |  |  |  |
|                               |                               |                                                   |         |       |  |  |  |  |  |
| Data: 13-14 aprile 2008       |                               |                                                   |         |       |  |  |  |  |  |
| Fonte: Ministero dell'interno |                               |                                                   |         |       |  |  |  |  |  |

#### XVII legislatura
|                               | Vittorio Fravezzi ✔️ Eletto | SVP - PATT - PD - UPT               | 42 065  | 45,06 |  |  |  |  |  |
|                               | Milena Bertagnin            | Movimento 5 Stelle                  | 22 234  | 23,82 |  |  |  |  |  |
|                               | Giorgio Leonardi            | Il Popolo della Libertà - Lega Nord | 22 121  | 23,70 |  |  |  |  |  |
|                               | Ruggero Pozzer              | Rivoluzione Civile                  | 3 041   | 3,26  |  |  |  |  |  |
|                               | Alberto Azzolini            | Fare per Fermare il Declino         | 2 352   | 2,52  |  |  |  |  |  |
|                               | Renato Zucchelli            | Moderati in Rivoluzione             | 1 351   | 1,45  |  |  |  |  |  |
| Totale                        | Totale                      | Totale                              | 93 344  | 100   |  |  |  |  |  |
|                               |                             |                                     |         |       |  |  |  |  |  |
| Voti non validi               | Voti non validi             | Voti non validi                     | 5 896   | 5,94  |  |  |  |  |  |
| Votanti                       | Votanti                     | Votanti                             | 99 240  | 80,71 |  |  |  |  |  |
| Elettori                      | Elettori                    | Elettori                            | 122 955 |       |  |  |  |  |  |
|                               |                             |                                     |         |       |  |  |  |  |  |
| Data: 24-25 febbraio 2013     |                             |                                     |         |       |  |  |  |  |  |
| Fonte: Ministero dell'interno |                             |                                     |         |       |  |  |  |  |  |